# Steve Kanaly
Steve Kanaly (Burbank, California, 14 de marzo de 1946) es un actor estadounidense. 

## Biografía
Steve Kanaly es un actor eminentemente televisivo. Sin embargo inició su trayectoria artística en la gran pantalla a principios de la década de 1970, interviniendo en títulos como Dillinger (1973), El viento y el león (1975, junto a Sean Connery y Candice Bergen), o El gran miércoles (Big Wednesday, de 1978), todas ellas de John Milius o La batalla de Midway (1976) de Jack Smight.
Pero la mayor parte de su popularidad se la debe a la pequeña pantalla y especialmente a la famosa soap opera Dallas, en la que interpretó durante once años (de 1978 a 1989) al guardés del rancho Southfork Ray Krebbs, medio hermano de los Ewing. La serie fue un auténtico fenómeno social no solo en Estados Unidos sino en todos los países en los que se emitió, consagrando a todos sus protagonistas como auténticas figuras de la televisión a nivel mundial durante la década de 1980.
Finalizada su participación en Dallas, Kanaly intervino en la serie All My Children en la temporada 1994-1995. Con posterioridad ha continuado actuando, aunque de forma muy esporádica, tanto en cine como en televisión.
Participó en la Guerra de Vietnam como operador de radio.